# Shane van Gisbergen
Shane Robert van Gisbergen (Auckland, 9 de mayo de 1989) es un piloto de automovilismo neozelandés. Ha ganado tres títulos en Supercars Championship con Triple Eight Race Engineering. En 2025, compite en NASCAR Cup Series con Trackhouse Racing.
Van Gisbergen también ha forjado una exitosa carrera en gran turismos, incluidas varias participaciones en las 24 Horas de Daytona para Alex Job Racing y compitiendo en la Blancpain Endurance Series para McLaren con Von Ryan Racing y Garage 59. Van Gisbergen, con Álvaro Parente y Jonathon Webb, también ganó las 12 Horas de  Bathurst de 2016 para Tekno Autosports.
Él y Paul Morris son los únicos pilotos que han ganado los tres principales eventos en Mount Panorama; la Bathurst 1000, las 6 Horas de Bathurst y 12 Horas de Bathurst.

## Carrera deportiva

### Nueva Zelanda
Después de competir en motocross, quarter midgets y karts de 1998 a 2004, Van Gisbergen ocupó el tercer lugar en el campeonato neozelandés de Fórmula First de 2004-05 y ganó el premio asociado al Novato del Año. Van Gisbergen había obtenido previamente una beca de Star of Tomorrow Scholarship. El título en la Fórmula Ford nacional en 2005-06 fue acompañado por otro título de Novato del Año y fue seguida por un segundo puesto en la Toyota Racing Series de 2006-07.
En 2014, Van Gisbergen participó en el campeonato de V8SuperTourer como invitado del titular Simon Evans. Juntos ganaron siete de las nueve carreras del trofeo de resistencia. En 2021, Van Gisbergen ganó el Gran Premio de Nueva Zelanda celebrado como parte de la Toyota Racing Series. El evento normalmente se lleva a cabo con una parrilla internacional, sin embargo, se restringió a un campo exclusivo de Nueva Zelanda debido a la pandemia de COVID-19, con Van Gisbergen ingresando como invitado.

### Supercars Championship

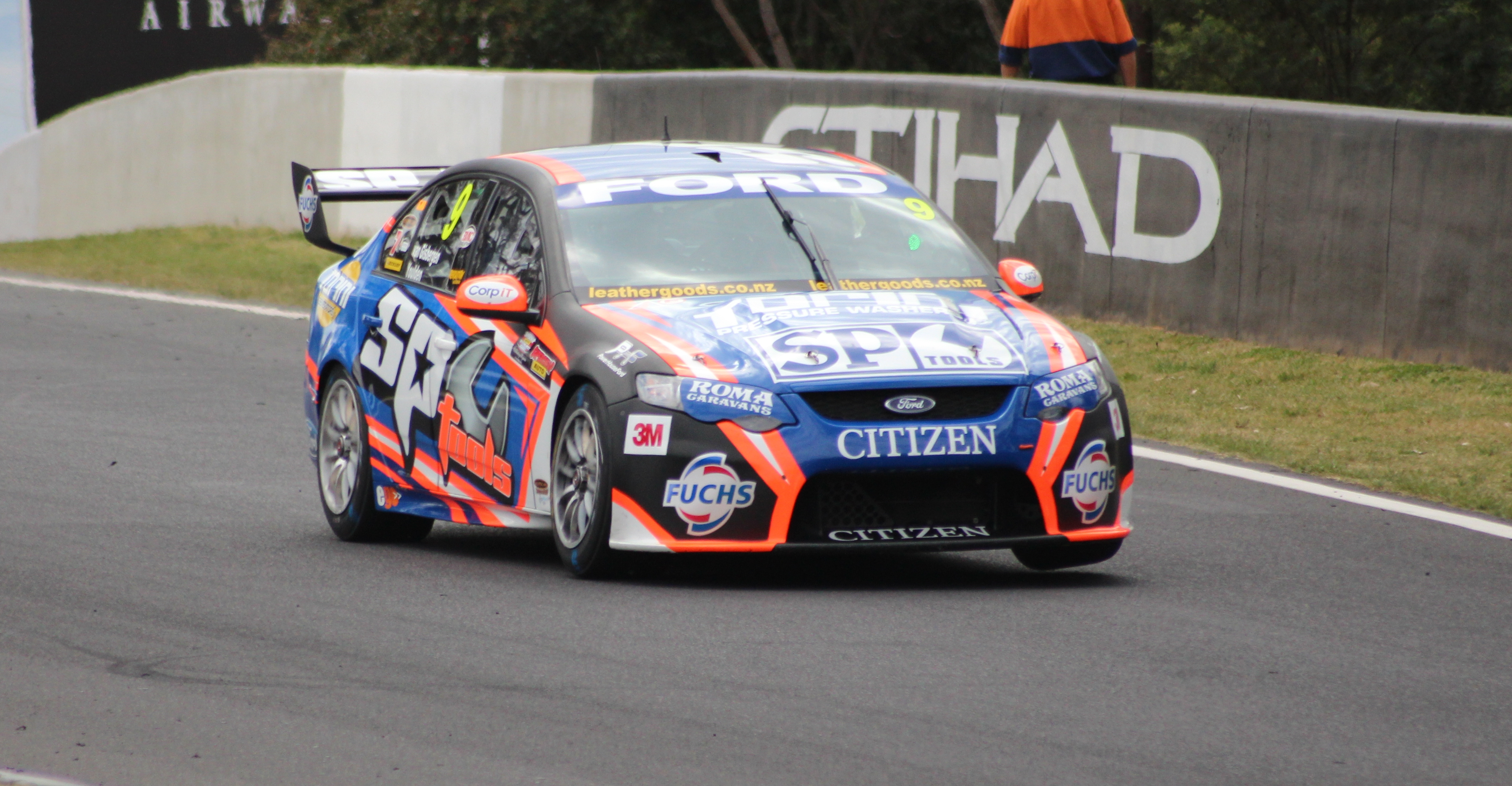
Van Gisbergen en la Bathurst 1000 de 2012.

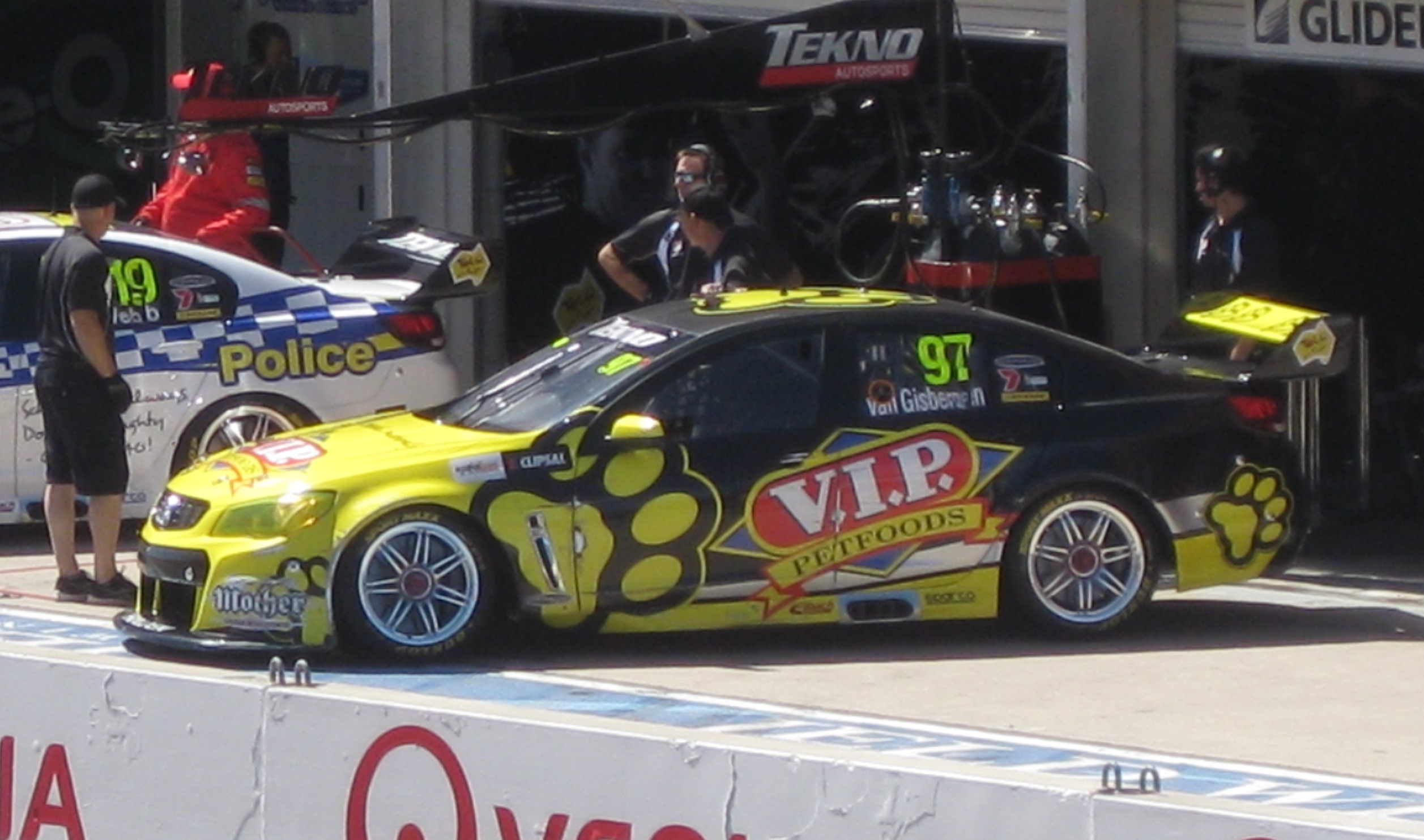
Van Gisbergen en la Clipsal 500 Adelaida 2013.

Van Gisbergen debutó en Oran Park en la ronda ocho de 2007, conduciendo para el Team Kiwi Racing. Habiendo destacado en sus carreras de 2007, Van Gisbergen fue llamado por Stone Brothers Racing en 2008. Continuaría con el equipo durante cinco temporadas hasta 2012, asegurando un cuarto lugar en el campeonato en 2011. Su primera victoria fue en el circuito callejero de Hamilton en abril de ese año. A fines de 2012, anunció que dejaría V8 Supercars, pero en enero se supo que se mudaría a Tekno Autosports al comienzo de la temporada 2013. El cambio a Tekno resultó fructífero, con Van Gisbergen terminando segundo en el campeonato en 2014.
Van Gisbergen también ha mostrado un gran ritmo en la carrera más famosa de la serie, la Bathurst 1000. Estuvo a la cabeza en las 1000 Millas de Bathurst de 2009 hasta que entró en boxes en la vuelta 108 cuando su coche no arrancó, lo que resultó en una parada en boxes de 1:14 y le hizo perder varias posiciones en la carrera. Un problema casi idéntico se repitió en la edición de 2014, donde con 10 vueltas para el final, se detuvo y el motor de arranque falló, lo que le costó una victoria casi segura y terminó 16.º.

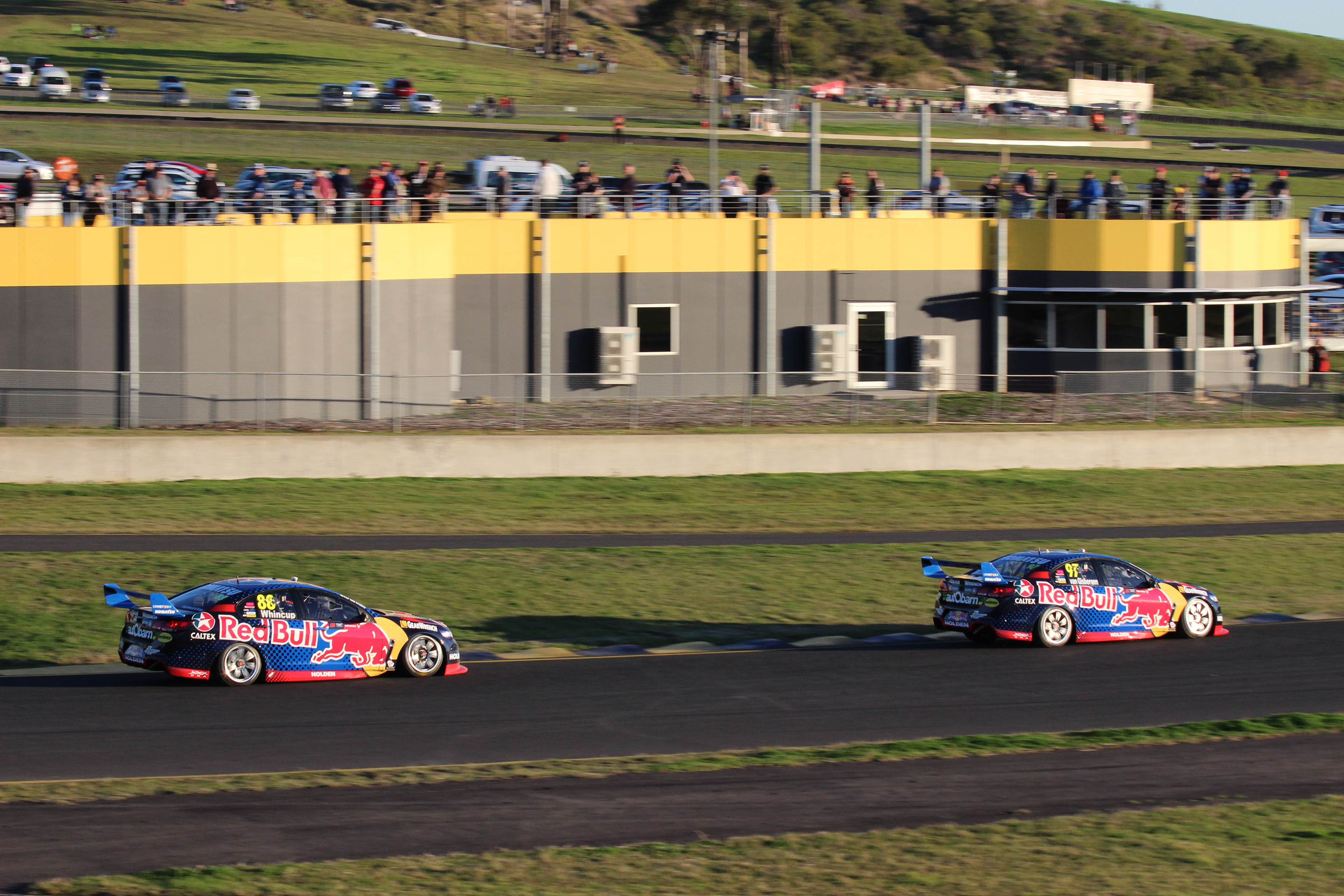
Van Gisbergen (derecha) y su compañero de equipo Jamie Whincup (izquierda) en el Sydney SuperSprint 2016.

En 2016, Van Gisbergen pasó al exitoso Triple Eight Race Engineering, junto con dos de los pilotos más exitosos en la historia de la serie; Jamie Whincup y Craig Lowndes. Van Gisbergen ganó su primera carrera para el equipo en Tasmania SuperSprint en 2016, que también fue la victoria número 500 de Holden en la historia del campeonato. Alexandre Prémat se unió a Van Gisbergen como copiloto en la copa de resistencia. La pareja ganó la copa de 2016, incluidos tres segundos puestos y la primera victoria de Prémat en una carrera del campeonato en la Castrol Gold Coast 600 de 2016, y se convirtió en la primera combinación de pilotos no australianos en ganar. En Pukekohe, Van Gisbergen se convirtió en el primer neozelandés en levantar el trofeo que lleva su nombre en honor a Jason Richards, quien murió de cáncer en 2011 y admitió que la ocasión lo superó después de cruzar la línea de meta. Luego ganó ocho carreras esa temporada en el camino a hacerse con el campeonato con una carrera de sobra. Whincup fue segundo.

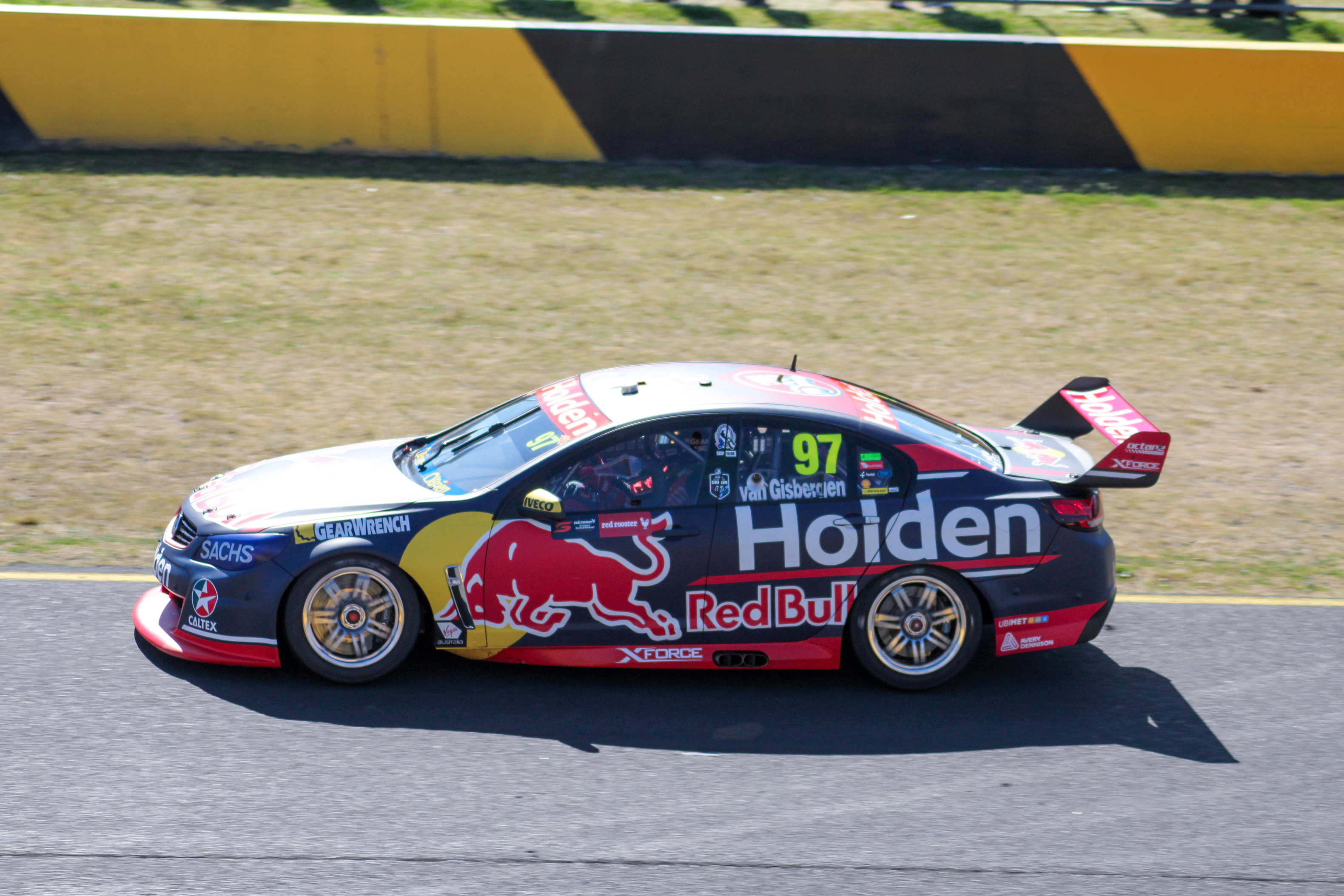
Van Gisbergen en el Sydney Motorsport Park 2017.

En 2017, Whincup y Van Gisbergen se unieron nuevamente bajo el estandarte de Red Bull Holden Racing Team. En Adelaida, comenzó su defensa del título con una doble victoria dominante y permaneció en la contienda durante la campaña, pero terminó cuarto en el campeonato. Whincup ganó el título, delante de Scott McLaughlin y Fabian Coulthard.
En 2018, Van Gisbergen ganó la Carrera 1 y la Carrera 2 en Adelaida, conduciendo un Holden Commodore ZB. Luego, ganó otras cinco competencias en la segunda mitad de la temporada. La batalla por el título contra Scott McLaughlin tuvo su definición en la última carrera en Newcastle, donde McLaughlin se coronó campeón por primera vez. En 2019, el resultado de ambos en el campeonato de repitió, pero esta vez con una espaciosa brecha de puntos.

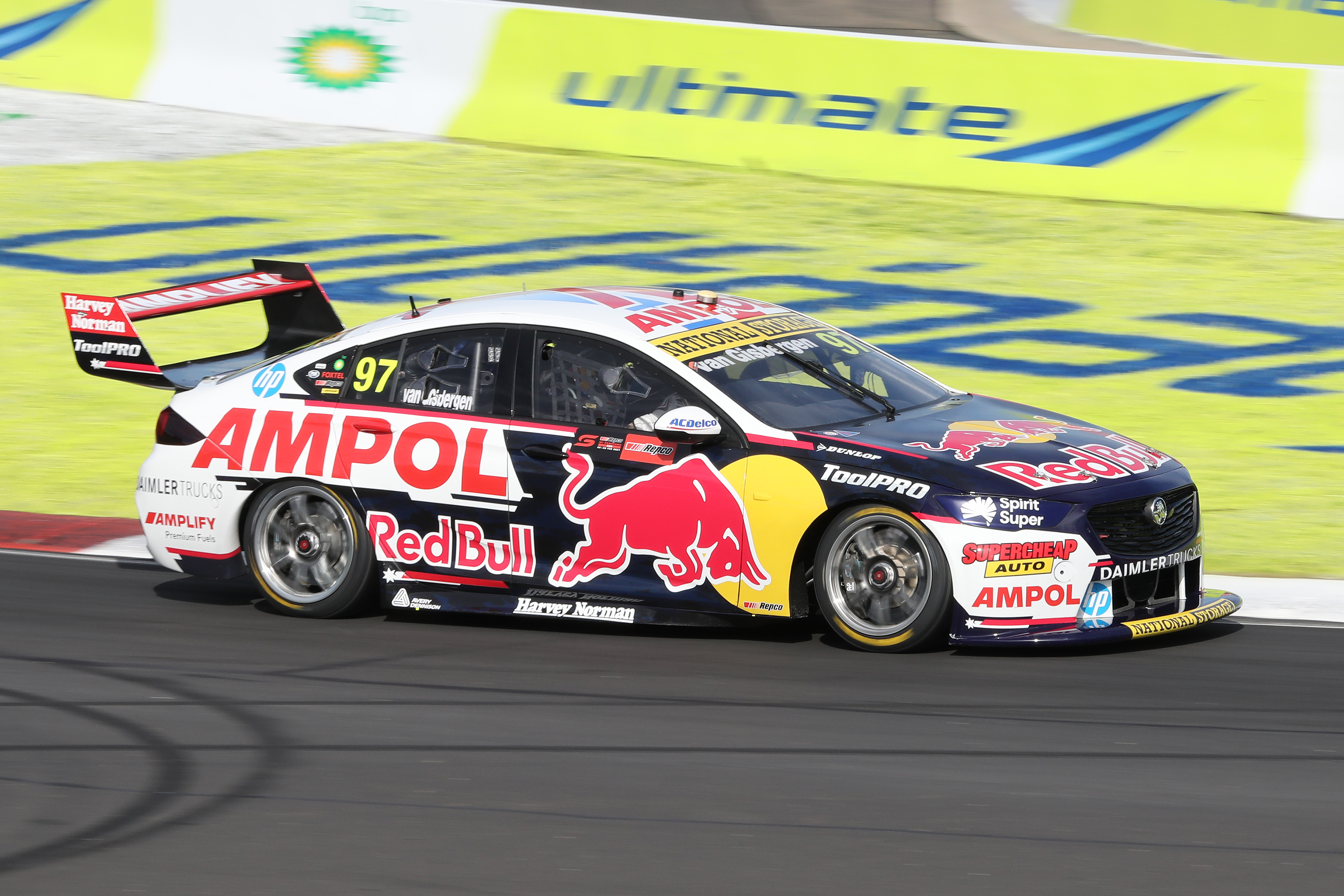
Van Gisbergen en el Mount Panorama 500 de 2021.

En 2020, durante la temporada de Supercars plagada por la pandemia de COVID-19, ganó la Bathurst 1000 con Garth Tander en lo que sería la última carrera para Holden después de que GM cerrara el fabricante, marcando el final de un período histórico del automovilismo australiano. Antes de eso, logró otras tres victorias y, finalmente, fue tercero en el campeonato.
Al año siguiente, ya sin el piloto a vencer Scott McLaughlin en la categoría, Van Gisbergen ganó las seis primeras carreras de la temporada. Otras ocho victorias posteriores le sirvieron para asegurar el título a falta de una carrera, sobre su compañero Jamie Whincup.
En 2022, Van Gisbergen se quedó nuevamente con el título, pero esta vez con un mayor dominio. Logró un total de 21 victorias a lo largo de la temporada y aseguró el título a falta de una ronda completa. Ganó la Bathurst 1000 con Garth Tander.

### Gran turismos

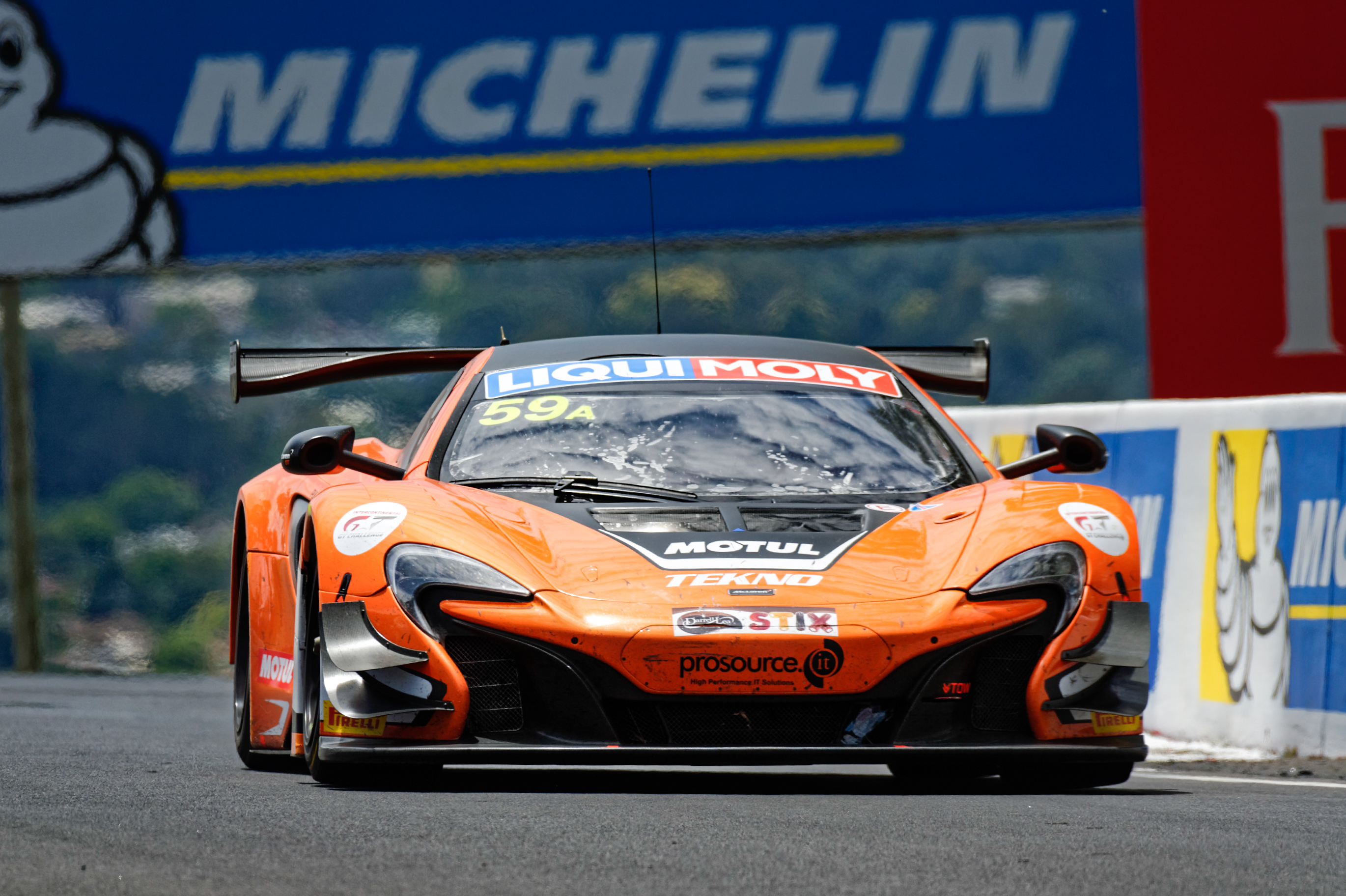
Van Gisbergen obtuvo la primera victoria de McLaren en las 12 Horas de Bathurst.

A través de sus conexiones con el patrocinador de Tekno Autosports, Tony Quinn, la primera incursión de Van Gisbergen en las carreras de GT fue como copiloto invitado en el equipo de Quinn en el Campeonato Australiano de GT de 2013. En 2014, participó por primera vez tanto en las 24 Horas de Daytona como en las 12 Horas de Bathurst, esta última nuevamente en sociedad con Quinn en un McLaren. Su inscripción en Daytona fue con Alex Job Racing, donde terminó 26.º en la general y sexto en la clase GTD. Regresó a Daytona en 2015 y 2016 con mismo equipo. Al año siguiente compitió para Riley Motorsports.

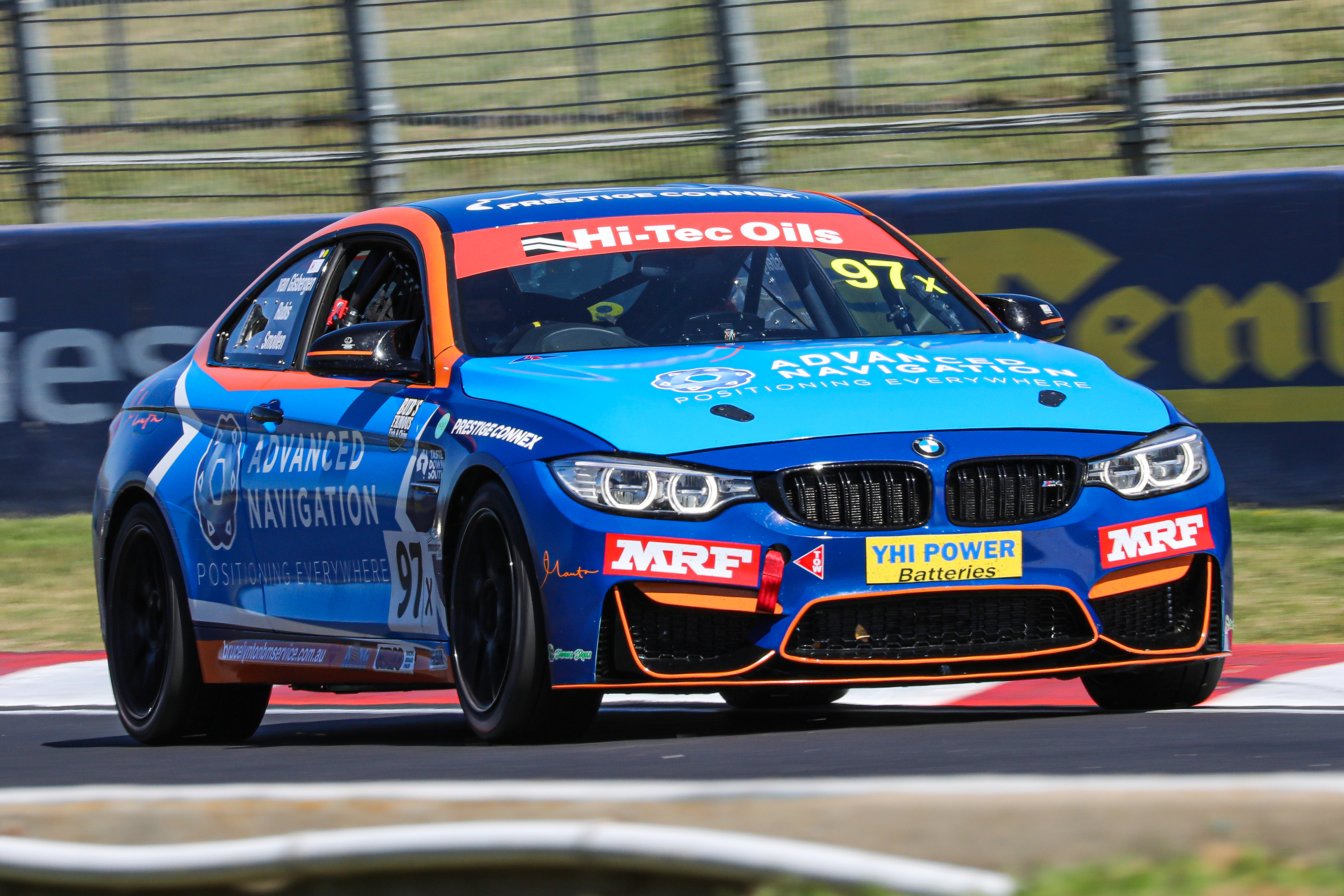
El BMW M4 F82 de Shane Smollen, Rob Rubis y Shane van Gisbergen en las 6 Horas de Bathurst de 2021.

Habiendo impresionado en eventos anteriores, en 2015 ingresó a la Blancpain Endurance Series en un McLaren 650S GT3 dirigido por Von Ryan Racing. Compitiendo junto con sus compromisos de V8 Supercars, se vio obligado a perderse una ronda debido a un choque de fechas, sin embargo, logró dos victorias en las cuatro carreras en las que participó. El equipo se disolvió después de la temporada 2015 y, para la temporada 2016, Van Gisbergen se trasladó al nuevo equipo Garage 59 de McLaren. Van Gisbergen ganó la temporada 2016 con Côme Ledogar y Rob Bell habiendo ganado las 3 Horas de Monza y los 1000 km de Paul Ricard a pesar de saltarse la última ronda en Nürburgring debido a un choque con sus compromisos en el Campeonato de Supercars.
A través de sus conexiones con McLaren y Tekno Autosports, condujo uno de los McLaren 650S GT3 respaldados por la fábrica de Tekno en las 12 Horas de Bathurst de 2016. En la clasificación del sábado, Van Gisbergen marcó el récord histórico en el circuito de Mount Panorama para lograr la pole position. En la carrera, logró la victoria junto a Álvaro Parente y Jonathon Webb.
En 2022, el piloto neozelandés debutó en las 24 Horas de Le Mans con un Ferrari 488 GTE Evo de Riley Motorsports.

### NASCAR

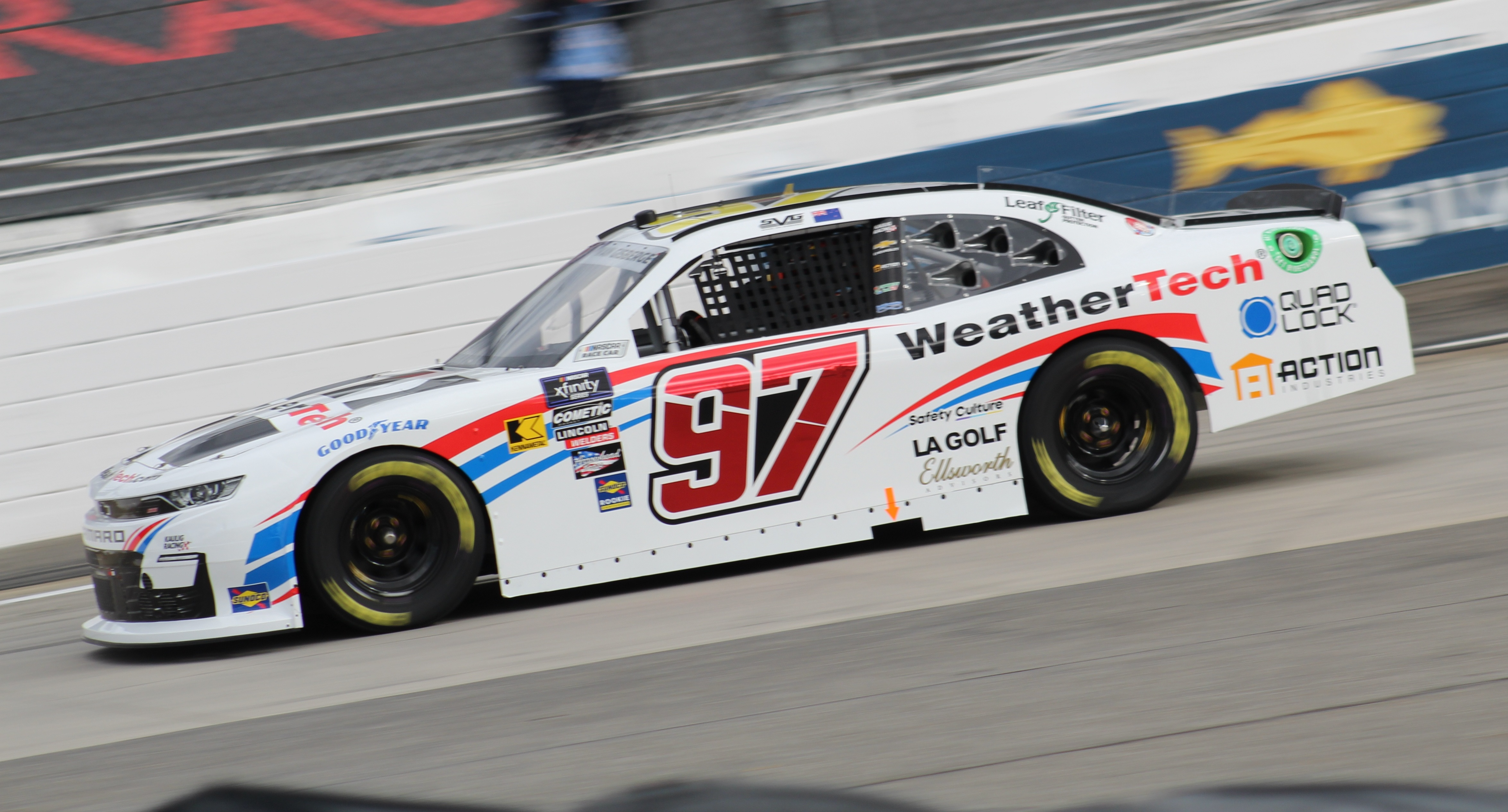
Shane van Gisbergen en Xfinity Series 2024.

El 2 de julio de 2023 debutó en la NASCAR Cup Series en el circuito callejero de Chicago y ganó la carrera. Fue la primera vez en 60 años que un debutante gana en la Cup Series, la última fue en 1963, cuando Johnny Rutherford ganó los Daytona Duels. Además, se convirtió en el primer piloto neozelandés en alcanzar la victoria en la especialidad estadounidense. También hizo historia al celebrar su victoria en un circuito callejero, evento que se da por primera vez desde el nacimiento de la categoría. Logró el triunfo en el Chevrolet #91 del Trackhouse Racing.
Tras esto, fue llamado por Kaulig Racing para competir a tiempo completo en Xfinity Series, la segunda divisional de NASCAR, y en carreras sueltas de Cup Series. Su primera victoria en esta categoría llegó en junio, en Portland. Aún vinculado con Trackhouse, tiempo después se anunció que competirá a tiempo completo en Cup Series en 2025. Ese año, ganó su primera carrera como piloto a tiempo completo, en México, y poco después volvió a ganar en Chicago.

## Resultados

### 24 Horas de Le Mans
| Año     | Equipo            | Copilotos             | Automóvil           | Clase   | Vueltas | Pos. | Pos. Clase |
| ------- | ----------------- | --------------------- | ------------------- | ------- | ------- | ---- | ---------- |
| 2022    | Riley Motorsports | Sam Bird Felipe Fraga | Ferrari 488 GTE Evo | GTE Pro | 347     | 32.º | 5.º        |
| Fuente: |                   |                       |                     |         |         |      |            |